# سديم الشعلة

سديم الشعلة.

سديم الشعلة (بالإنجليزية: Flame Nebula ) ويسمى أحيانا إن جي سي 2024 هو سديم في كوكبة الجبار يقع على حزام الجبار بالقرب من النجم النطاق (الجبار) ويغطيه إلى حد ما بطيف إصداره . يبلغ القدر الظاهري للسديم 2 ، ويبعد عن الأرض بين 900 إلى 1500 سنة ضوئية .
والنجم النطاق Zeta Orionis الواقع بالقرب من سديم الشعلى هو من ألمع نجوم السماء وهو النجم الشرقي في حزام الجبار . يصدر النطاق ضوءه من أشعة فوق البنفسجية فتصتدم بذرات الهيدروجين لسديم الشعلة القريبة منه وتنتزع من تلك الذرات إلكتروناتها. وكثير من الضوء الآتي من السديم ناشيئ عن عودة ارتباط الهيدروجين المتأين بإلكترونه.
كما يغطي النجم بعض غاز وغبار من السديم وهي التي تسبب في ظهور الشبكة المظلمة بالقرب من مركز السديم المضيئ. ويعتبر سديم الشعلة من مجمع سحابات الجبار الجزيئية ، وهي منطقة نشأة نجوم من ضمنها سديم رأس الحصان.

## مجموعة صور

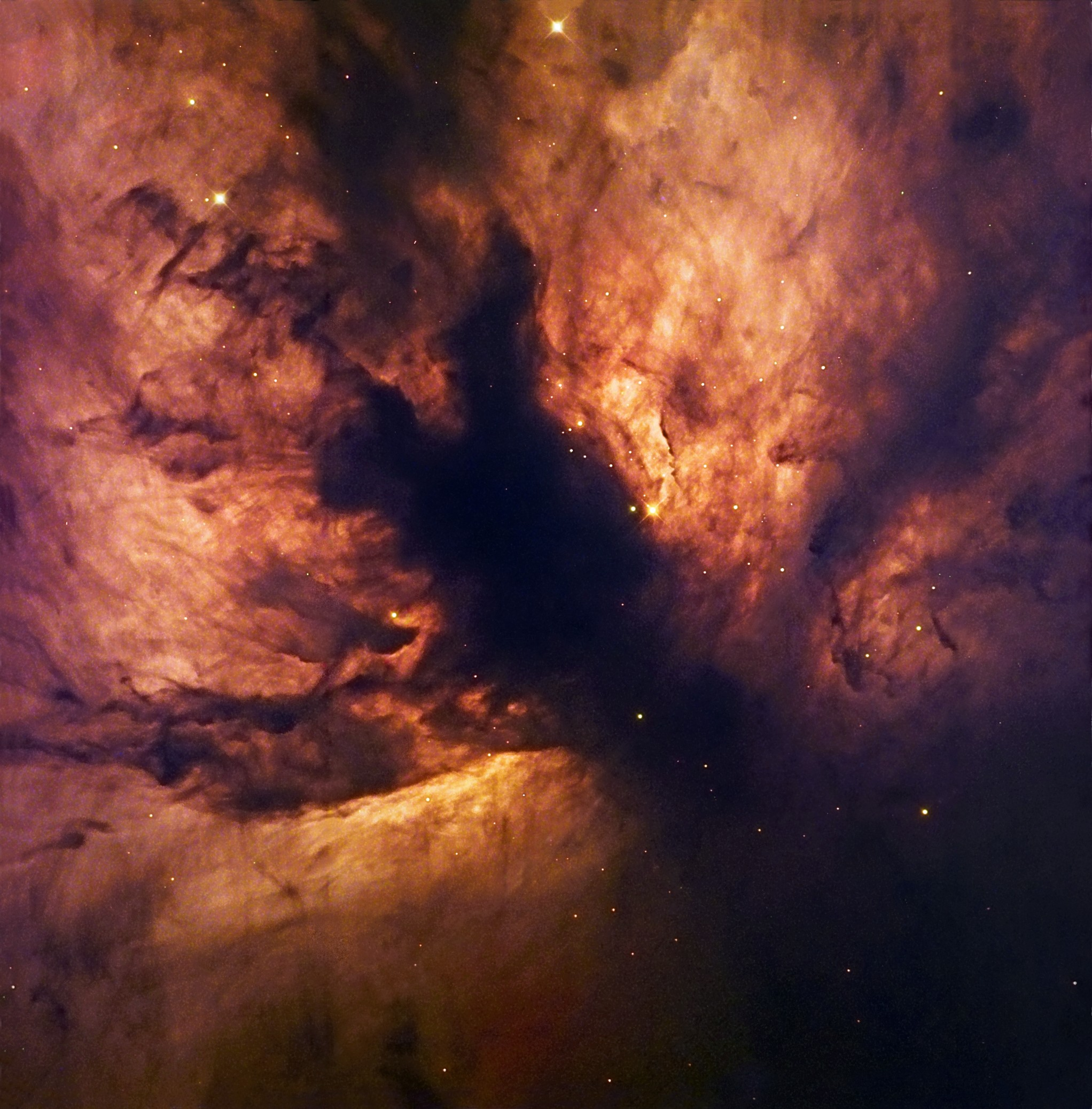
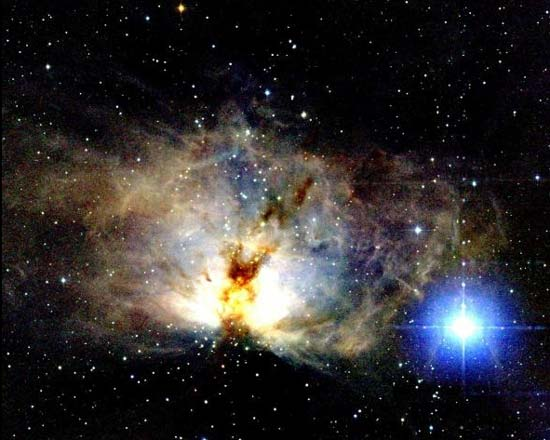
سديم الشعلة وسديم رأس الحصان

## وصلات خارجية
- NGC 2024 at Astrophotography
- http://simbad3.u-strasbg.fr/[وصلة مكسورة]
- Astronomy Picture of the Day July 13, 1999

## اقرأ أيضاً
- نجم ولف-رايت
- التصنيف النجمي
- النطاق (الجبار)
- كتلة جينس
- انفجار أشعة غاما 080913
- مستعر أعظم
- قزم أبيض
- عملاق أحمر
- نجم الدجاجة اكس
- تخليق العناصر
- ثقب أسود
- النسق الأساسي
- مجرة حلزونية
- مجرة إهليجية
- إشعاع الخلفية الميكروني الكوني
- الانفجار العظيم
- خط زمني للانفجار العظيم
- نجم نيوتروني
- ثقب أسود
- مسييه 100
- انفجار أشعة غاما 080319ب
- انفجار أشعة غاما 090423